# بخش لاجان
بخش لاجان از بخش‌های شهرستان پیرانشهر در استان آذربایجان غربی ایران است. مرکز این بخش، شهر لاجان است.
وسعت آن ۸۹۶۳۳ هکتار بوده و جمعیت آن بر اساس آخرین  نتایج سرشماری معادل ۲۳.۶۶۴ بوده است.
بسیاری از مردم شهرهای پیرانشهر و مهاباد و نقده و اشنویه اصلیت‌شان به روستاها و شهرهای این بخش برمیگردد.

## جغرافیا

### موقعیت ریاضی
بخش لاجان در موقع ریاضی بین ۴۵ درجه و ۱۰ دقیقه تا ۴۵ درجه و ۳۰ دقیقه طول شرقی‌  و ۳۶ درجه و ۲۵ دقیقه تا ۳۶ درجه و ۵۸ دقیقه عرض شمالی در جنوب استان آذربایجان غربی قرار گرفته است.

### موقعیت نسبی‌
بخش لاجان از غرب و جنوب با بخش مرکزی از پیرانشهر، از شرق با بخش خلیفان و بخش مرکزی از شهرستان مهاباد، از شمال شرق با بخش بخش مرکزی از شهرستان نقده و از شمال با بخش نالوس از شهرستان اشنویه هممرز است.

## تقسیمات اداری
بر اساس آخرین تقسیمات سیاسی، جغرافیایی ناحیه لاجان شامل دو دهستان لاهیجان شرقی‌ و لاهیجان غربی که بالغ بر ۵۸ روستا و یک نقطه شهری به نام شهر لاجان که مرکز ناحیه لاجان نیز می‌‌باشد هست.